# Кривозёровка
Кривозеровка — железнодорожная станция (населённый пункт) в Пензенском районе Пензенской области России. Входит в состав Мичуринского сельсовета.

## География
Станция находится в центральной части Пензенской области, в пределах Приволжской возвышенности, в лесостепной зоне, на правом берегу реки Пензы, при железнодорожной линии Ртищево — Пенза, к югу от автодороги Р158, на расстоянии примерно 32 километров (по прямой) к северо-западу от села Кондоль, административного центра района. Абсолютная высота — 144 метра над уровнем моря.

### Климат
Климат характеризуется как умеренно континентальный, с умеренно холодной продолжительной зимой и относительно тёплым летом. Средняя температура воздуха самого тёплого месяца (июля) — 18,8 °C (абсолютный максимум — 40 °C); самого холодного (января) — −13 — −12 °C (абсолютный минимум — −47 °C). Безморозный период длится от 117 до 133 дней. Среднегодовое количество атмосферных осадков варьируется от 467 до 604 мм, из которых большая часть выпадает в тёплый период.

## Население
| 1926 | 1939 | 1959 | 1979 | 1989 | 1996 | 2002 |
| ---- | ---- | ---- | ---- | ---- | ---- | ---- |
| 9    | ↗10  | ↗106 | ↗230 | ↗382 | ↗612 | ↘526 |
| 2010 |      |      |      |      |      |      |
| ↘483 |      |      |      |      |      |      |

### Национальный состав
Согласно результатам переписи 2002 года, в национальной структуре населения русские составляли 100 % из 204 чел.